# دي جي وير
دي جي وير (بالإنجليزية: DJ Ware)‏ هو لاعب كرة قدم أمريكية أمريكي، ولد في 18 فبراير 1985 في أراغون في الولايات المتحدة.

## وصلات خارجية
- دي جي وير على موقع مرجع كرة القدم المحترفة.كوم (الإنجليزية)